# Huixquilucan
Huixquilucan (del nàhuatl, que vol dir Lloc del cardo) és un municipi metropolità de l'estat de Mèxic, que forma part de l'àrea metropolitana de la ciutat de Mèxic. Huixquilucan de Degollado és el cap de municipi i principal centre de població d'aquesta municipalitat.
Aquest municipi es troba a la part nord-central de l'estat de Mèxic. Limita al nord amb els municipis de Naucalpan de Juárez i Jilotzongo, al sud amb Ocoyoacac, a l'oest amb Lerma i a l'est amb Ciutat de Mèxic. Dista de la capital de l'estat uns trenta-vuit quilòmetres